# Sommarhätta
Sommarhätta (Mycena abramsii) är en svampart som först beskrevs av William Alphonso Murrill, och fick sitt nu gällande namn av William Alphonso Murrill 1916. Enligt Catalogue of Life ingår Sommarhätta i släktet Mycena,  och familjen Mycenaceae, men enligt Dyntaxa är tillhörigheten istället släktet Mycena,  och familjen Favolaschiaceae. Arten är reproducerande i Sverige. Inga underarter finns listade i Catalogue of Life.

## Källor

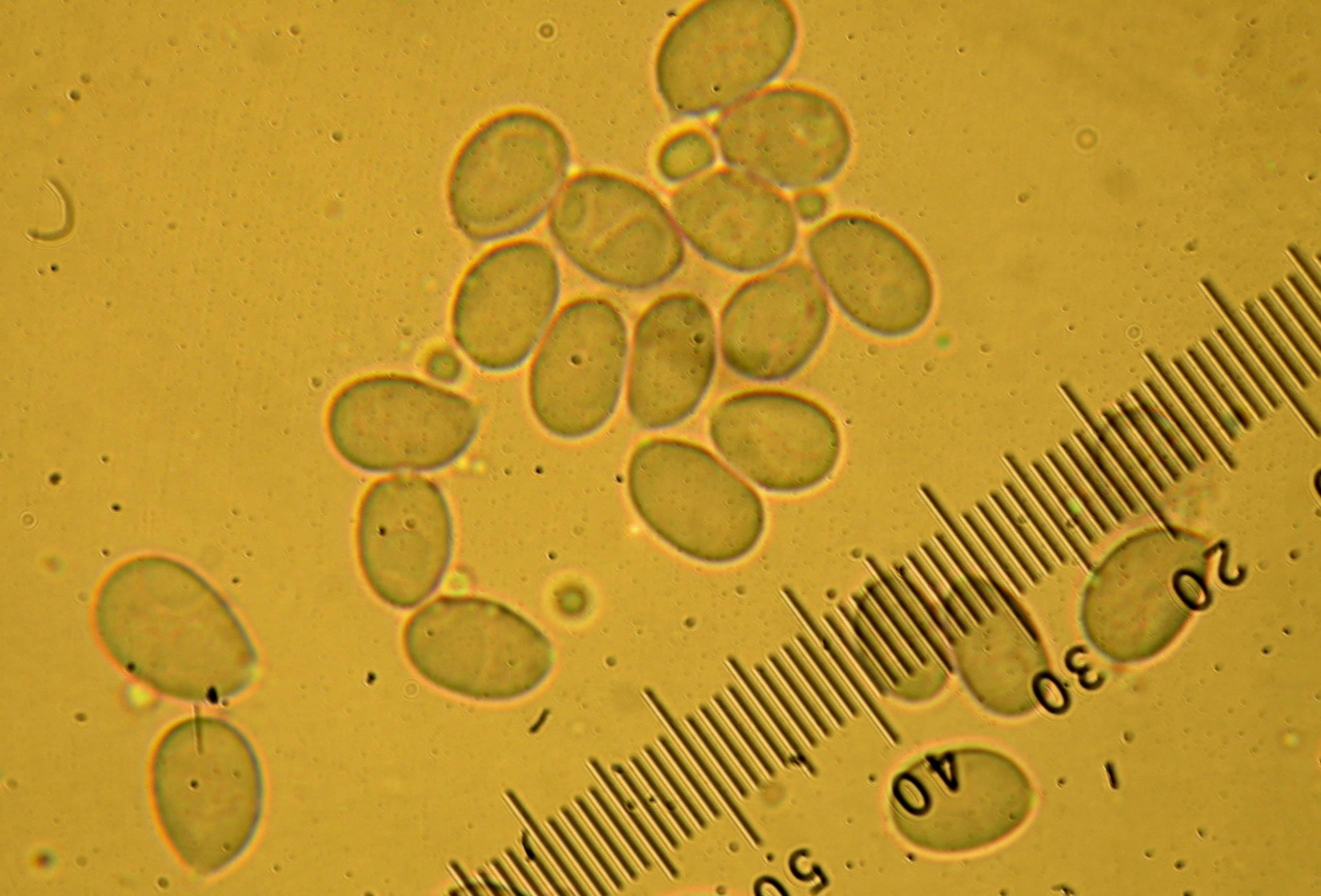
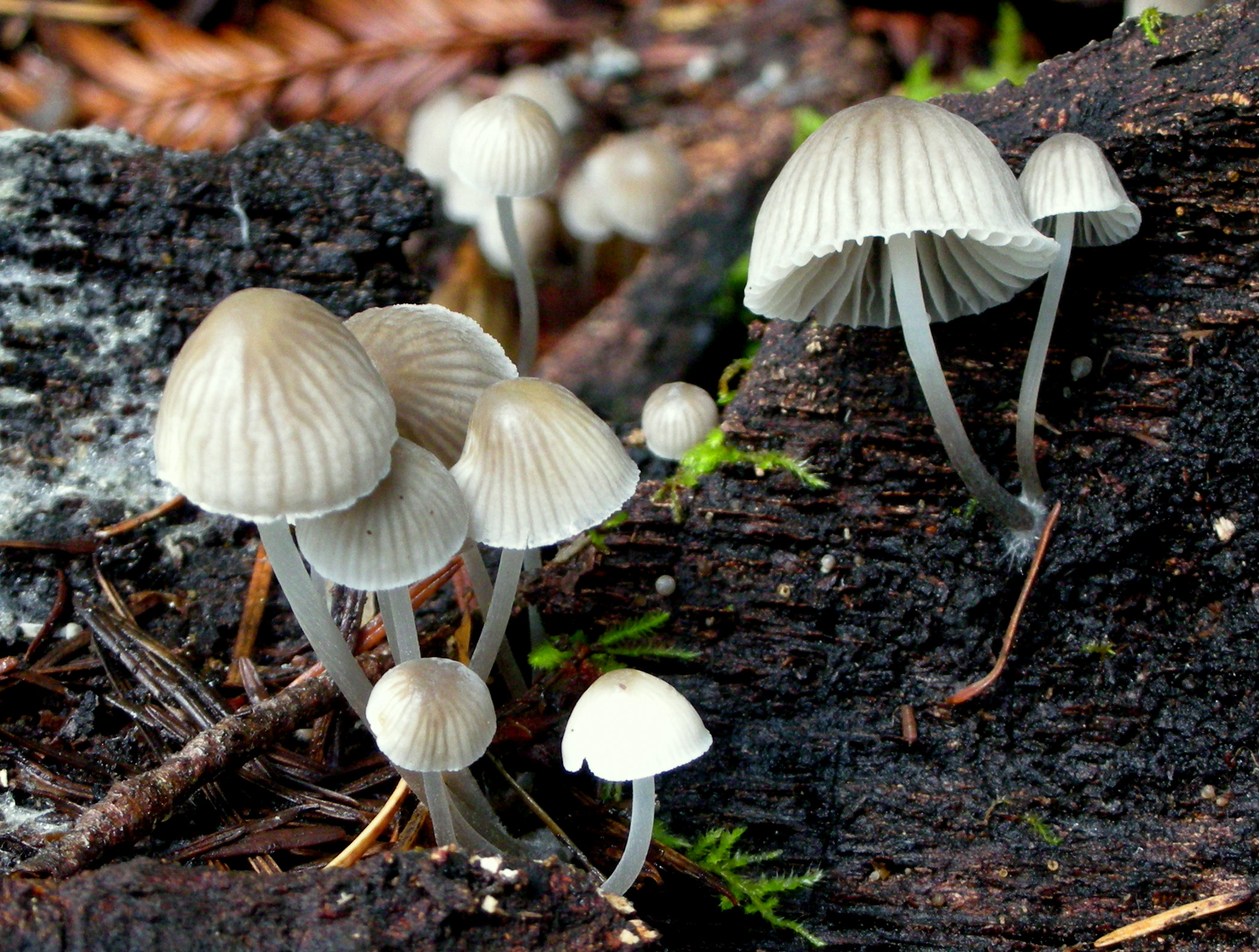